# إريك كانيو
إريك كانيو (بالإسبانية: Erik Caniu)‏ مواليد 2 أكتوبر 1988، هو لاعب كرة يد تشيلي يلعب كجناح أيمن. مثل منتخب تشيلي لكرة اليد. حقق المركز الثالث في دورة الألعاب الأمريكية 2015.

## سجل المنافسة
شارك في البطولات التالية:
- بطولة العالم لكرة اليد للرجال 2015.

## الميداليات
| الميدالية | المسابقة                    |
| --------- | --------------------------- |
| برونزية   | دورة الألعاب الأمريكية 2015 |